# Sylvia Roux
Sylvia Roux est une comédienne, productrice et directrice de théâtre à Paris et Avignon. Fondatrice du Studio Hébertot à Paris, elle joue notamment le seul en scène Le Monde selon Albert Einstein, pièce qu'elle a adaptée du roman de Brigitte Kernel, joué à Paris, au Festival d'Avignon et en tournée à l'international. Sylvia Roux dirige les théâtres 3S, à Avignon.

## Biographie
Professeure d'art dramatique au cours Périmony pendant treize ans , elle anime des ateliers dans des lycées de zone d'éducation prioritaire (ZEP), à la Maison des jeunes et de la culture d'Argenteuil (95), mais aussi la Maison de la Légion d'honneur à Saint-Denis. Elle travaille également à Los Angeles au Promenade Playhouse and Conservatory.

### Direction de théâtre
En 2015, elle transforme le Petit Hébertot, salle de 110 places, en Studio Hébertot, avec pour projet de révéler de nouveaux auteurs. En 2023, elle prend la direction des théâtres 3S d'Avignon, quatre salles et trois théâtres*.

### Comédienne
Comédienne, metteure en scène, adaptatrice et productrice, Sylvia Roux a joué dans plusieurs dizaines de pièces classiques (Racine, Shakespeare, Claudel...). Elle joue aussi des pièces contemporaines : Les Trompettes de la mort de Tilly, avec Annie Chaplin, Stavanger d’Olivier Sourisse mise en scène de Quentin Defalt, Le Choix de Gabrielle, portant sur le droit à mourir dans la dignité, écrit et mis en scène par Danielle Mathieu-Bouillon ou encore Compartiment fumeuses de Joëlle Fossier, mise en scène par Anne Bouvier qui la dirige également dans Un Picasso, de Jeffrey Hatcher (en) pièce jouée au théâtre du Chêne noir aux côtés de Jean-Pierre Bouvier.
Elle signe l'adaptation au théâtre du roman de Brigitte Kernel Le Monde selon Albert Einstein. Dans ce seul en scène, elle incarne dix personnages de différentes générations qui évoluent autour d'Albert Einstein lorsqu'il est enfant.